# Weißensee (Thuringe)
Weißensee est une ville allemande de Thuringe, située dans l'arrondissement de Sömmerda.

Weißensee est jumelée depuis 1990 avec la ville française de Dechy

## Personnalités liées à la ville
- Johann Christian Daniel von Schreber (1739-1810), botaniste né à Weißensee.
- César Predari (1853–† au XXe siècle), président du Sénat à la Cour impériale